# Adolfstraße (Detmold)
Koordinaten: 51° 56′ 2,4″ N, 8° 52′ 51,4″ O

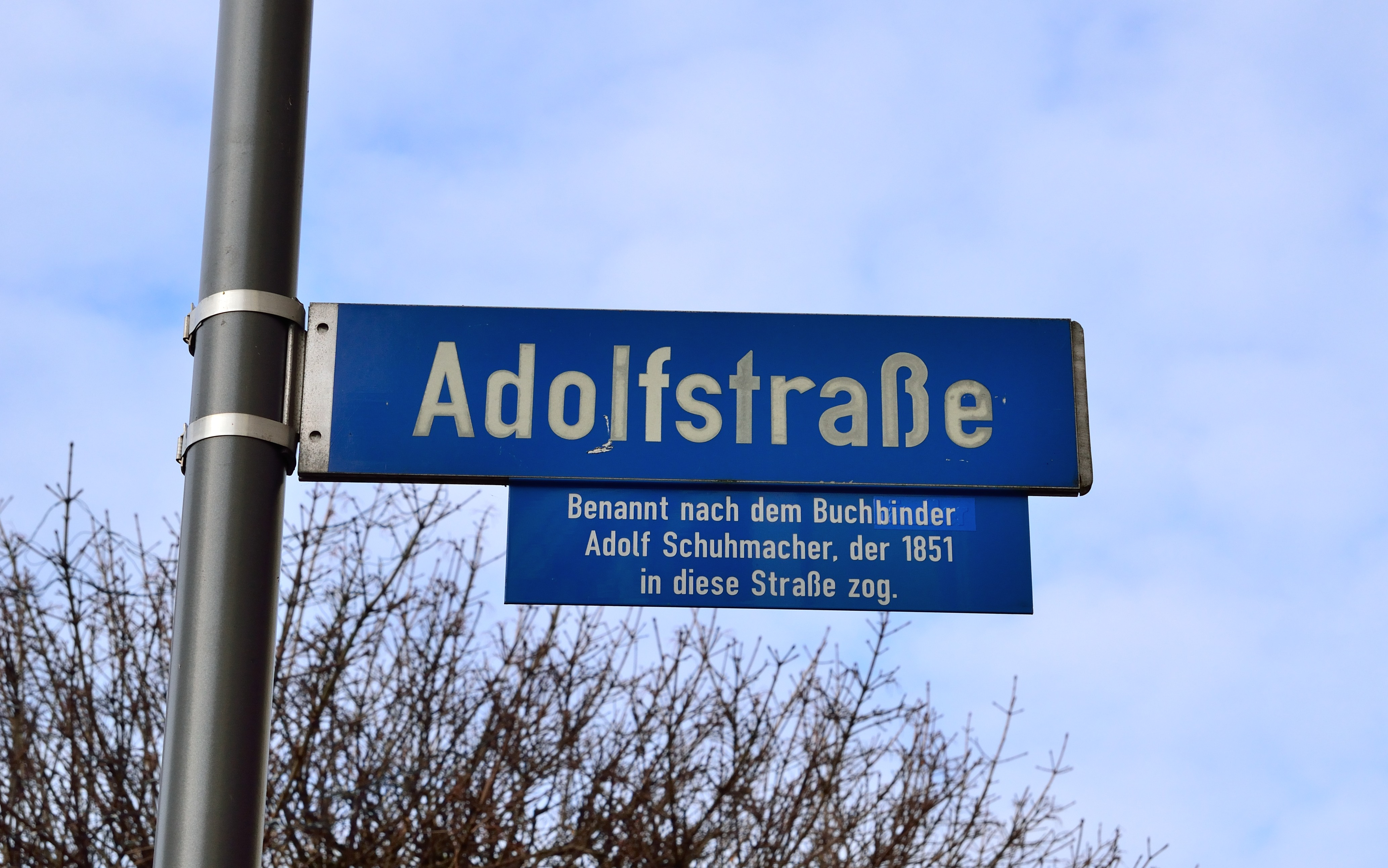
Straßenschild

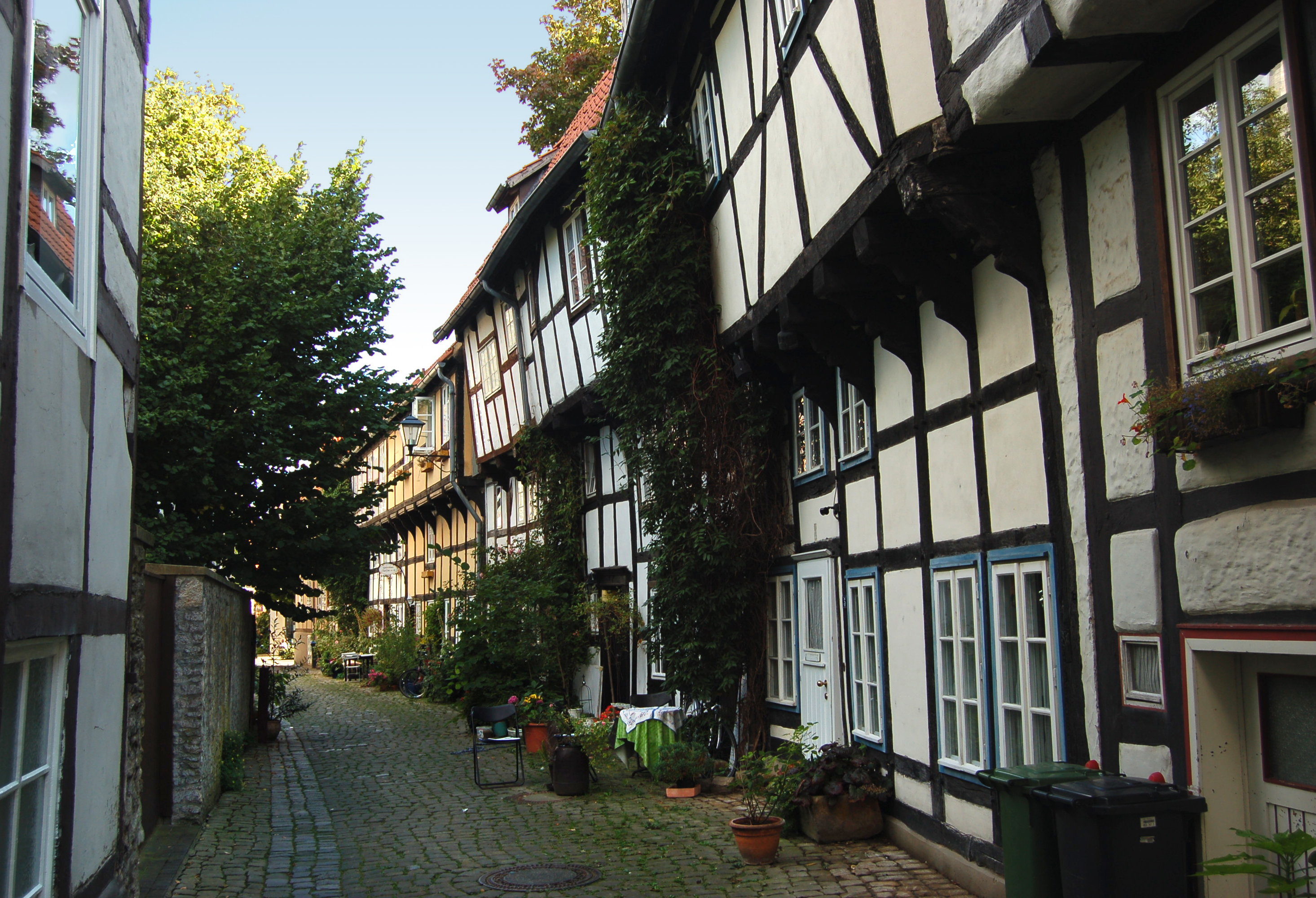
Blick in die Adolfstraße, Häuser 5 bis 13

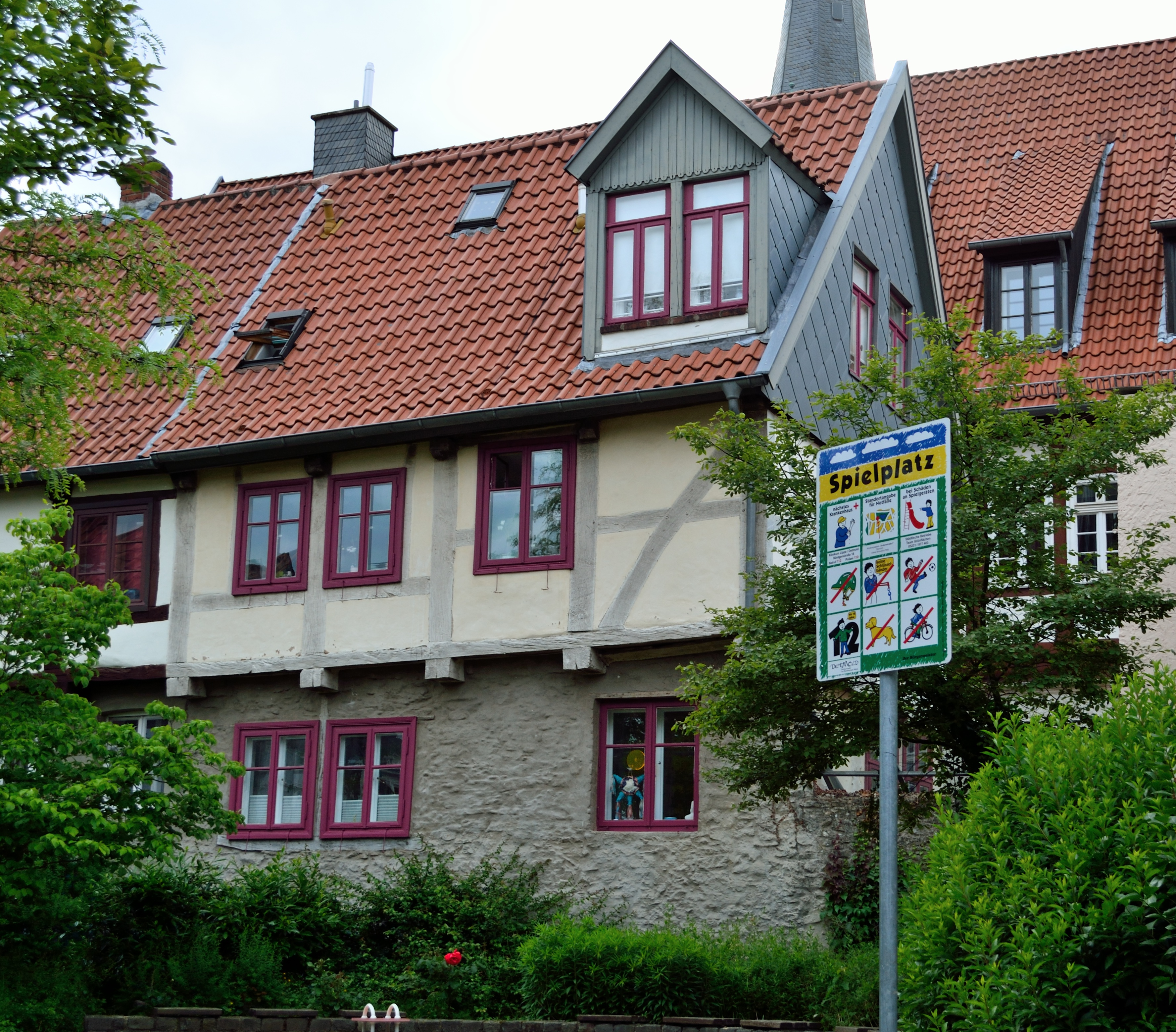
Rückseite Haus Nr. 23 mit Stadtmauer

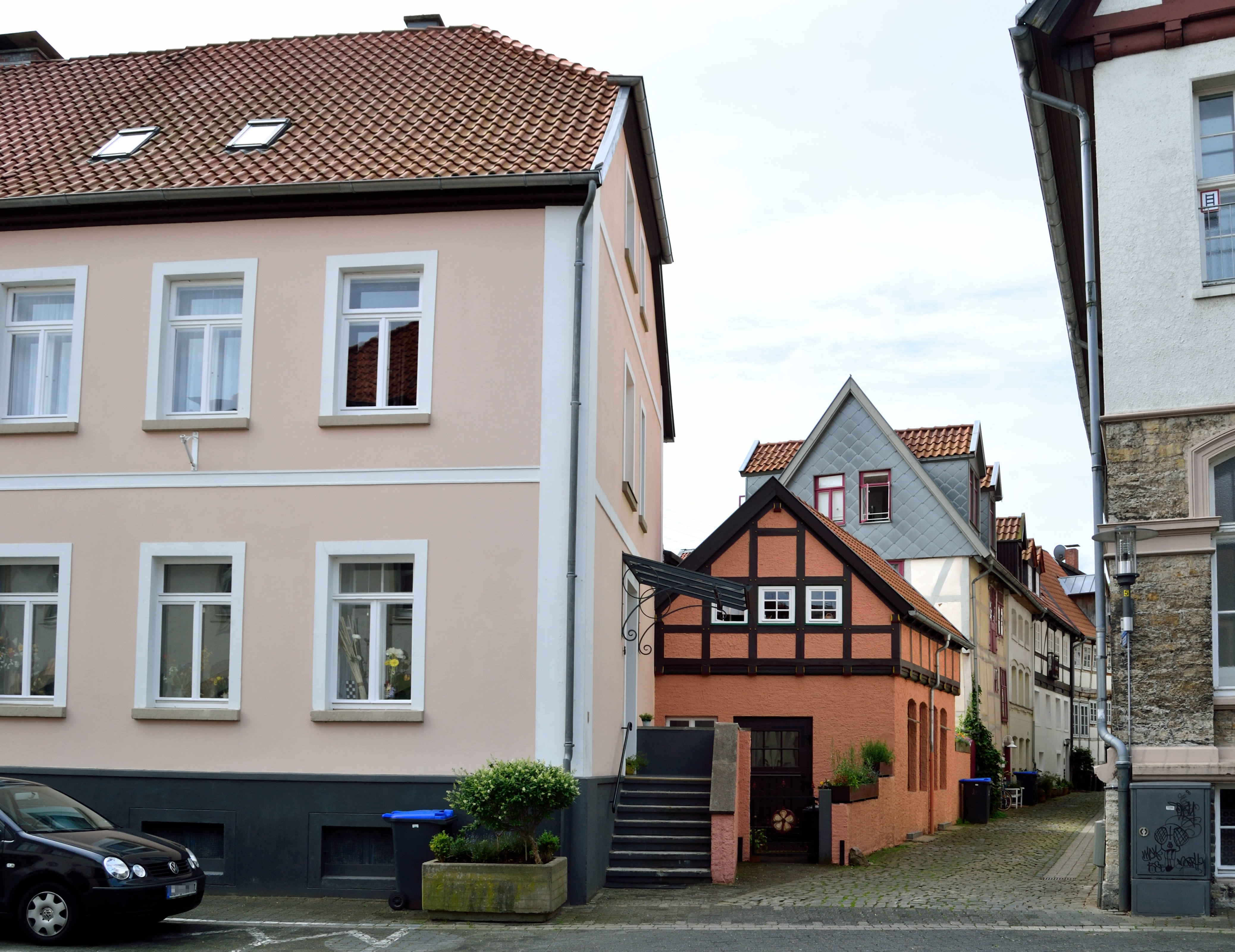
Haus Nr. 25 mit Werkstattbau

Die Adolfstraße ist eine Straße im Osten der Detmolder Altstadt. Zusammen mit der Auguststraße im Süden und der Bruchmauerstraße im Westen verläuft sie entlang der alten Stadtmauer, deren Überreste hier an vielen Stellen noch stehen bzw. durch die Häuser überbaut wurden.
Die Adolfstraße erhielt ihren heutigen Namen in Erinnerung an den Buchbinder Adolf Schumacher, der ab 1851 in der Straße wohnte.

## Geschichte
Ein Mangel an Baugrund führte zu Beginn des 17. Jahrhunderts dazu, dass der Magistrat der Stadt Detmold seinen Bürgern erlaubte, auf der Stadtmauer Kleinbürgerhäuser zu errichten. Dies führte 1613 zu einem Streit mit den Anwohnern, denen die einfachen Bauten Licht und Sicht nahmen und die durch ihre Strohdächer ein Brandrisiko darstellten. Dessen ungeachtet setzte sich die Bautätigkeit an der Straße „Hinter der Mauer“ fort, und es entstand im Laufe der Jahre eine fast durchgehende Reihe einfacher Fachwerkhäuser.
In den 1960er Jahren befanden sich die Häuser 11 und 13 im Besitz der Stadt Detmold. Zu dieser Zeit drohte das Haus Nr. 11 aufgrund des schlechten Zustands der Bausubstanz einzustürzen. Untersuchungen ergaben, dass eine Sanierung der Gebäude auf eine Rekonstruktion hinauslaufen würde, daher beschloss der Rat der Stadt Detmold zunächst den Abbruch. Die Zusage von Landesmitteln aus dem Denkmalpflegefonds bewirkte jedoch ein Umdenken, und so wurde im Oktober 1967 der Erhalt der Gebäude beschlossen. 1968 erwarb die Stadt zudem das Haus Nr. 15, welches in das Konzept einbezogen wurde. Für die Rekonstruktionsarbeiten wurden die betreffenden Gebäude komplett abgetragen, das Fundament erneuert und die Häuser anschließend neu aufgebaut. Für das Fachwerk wurde dabei auf das Eichenholz einer dafür angekauften Scheune aus Löwendorf zurückgegriffen, die ebenfalls aus dem 17. Jahrhundert stammte.

## Charakteristik
Die Häuser der Adolfstraße besitzen, bis auf die Nummer 4, ausschließlich ungerade Nummern, liegen also an der Stadtauswärts-gewandten Seite, und stehen unter Denkmalschutz. Mit Ausnahme des Abschlusshauses Nummer 25, welches erst später nach dem Durchbruch der Stadtmauer Richtung Norden entstand, sitzen die Gebäude auf der Stadtmauer und integrieren diese als östliche Erdgeschosswand. Die Stadtmauer ist ebenfalls als Baudenkmal in der Denkmalliste der Stadt Detmold eingetragen.
Die Hausnummern 1 bis 15 bilden eine durchgehende Zeile aus traufständigen Fachwerkhäusern. Die Bauten bestehen aus Untergeschoss, Zwischengeschoss und vorgekragtem Obergeschoss, das teilweise durch profilierte Knaggen abgestützt wird. Die Satteldächer sind mit roten Ziegelhohlpfannen eingedeckt.
Das Eckhaus Nr. 1 hat an der Giebelseite zur Exterstraße einen nachträglich errichteten Schaufenstervorbau aus Metall auf Ziegelsockel. Diese historische Erweiterung ist Bestandteil des Denkmals.
Die Adolfstraße wird in Ost-West-Richtung von der Schülerstraße gekreuzt. Nördlich der Schülerstraße setzt sich die Bebauung mit den Häusern 17 bis 23 fort, die in der zweiten Hälfte des 17. Jahrhunderts entstanden. Anders als bei den südlich gelegenen Häusern kragt hier das Obergeschoss über die Stadtmauer, während es zur Adolfstraße bündig ist. Bei Nummer 19 wurde das Erdgeschoss in Massivbauweise ausgeführt, lediglich das Obergeschoss besteht aus Fachwerk. Bei Nummer 21 ist die komplette Straßenfassade massiv und mit Segmentbogenfenstern ausgeführt, Fachwerk ist hier nur auf der Rückseite oberhalb der Stadtmauer zu sehen.
Den nördlichen Abschluss zur Meierstraße bildet das Haus Nr. 25, welches eigentlich eine Doppelhaushälfte ist (der andere Teil trägt die Hausnummer Meierstraße 17). Der unterkellerte, zweigeschossige Massivbau in klassizistischer Bauweise mit Krüppelwalmdach entstand 1845. Zum Eingang führt eine einläufige Freitreppe. Zum Denkmal gehört auch ein Werkstattbau in der Adolfstraße, der 1938 für den Schlossermeister G. Ackermann an eine bestehende Werkstatt aus dem 19. Jahrhundert angebaut wurde. Keller- und Erdgeschoss sind massiv, das Dachgeschoss besteht aus Fachwerk. Vier große Segmentbogenfenster an der Traufseite sorgen für Licht.